# Anzio
Anzio är en kuststad och kommun i storstadsregionen Rom, innan 2015 provinsen Rom, i regionen Lazio i Italien. Kommunen ligger cirka 50 km söder om Rom och hade 55 101 invånare (2018). Under antiken hette staden Antium. Kejsarna Nero och Caligula föddes i staden.

## Historia
Antium grundades enligt sagan av en son till Odysseus och Kirke. Staden erövrades och koloniserades av romarna 468 f. Kr. Då den sedermera gjorde uppror mot Rom, besegrades dess krigsskepp av den romerska flottan 338 f. Kr. och dess hamn förstördes. Förnäma romare anlade villor i staden och kejsar Nero lät iordningsätta hamnen.
I samband med offensiven mot Monte Cassino 1944 landsteg amerikanska och brittiska styrkor bakom de tyska linjerna i Anzio, där de led svåra förluster.
En av soldaterna i landstigningen vid Anzio var Audie Murphy..